# کورانه (بخش سیلوانه)
کورانه، روستایی از توابع بخش سیلوانه و در شهرستان ارومیه استان آذربایجان غربی ایران.

## جمعیت
این روستا در دهستان ترگور قرار دارد.